# Persicaria nogueirae
Persicaria nogueirae là một loài thực vật có hoa trong họ Rau răm. Loài này được S.Ortiz & Paiva miêu tả khoa học đầu tiên năm 1999.